# Kingsville, Maryland
Kingsville är en ort i Baltimore County i delstaten Maryland, USA.